# 美努岡麻呂
美努 岡麻呂（みの の おかまろ）は、奈良時代の貴族。氏は三野、名は岡万とも記される。姓は県主のち連。大学博士・美努浄麻呂の近親か。官位は従五位下・主殿頭。

## 経歴
天武天皇12年（683年）県主姓から連姓に改姓する。文武朝の大宝元年（701年）第8次遣唐使の小商監に任ぜられ（この時の官位は従七位下・中宮少進）、翌大宝2年（702年）唐に渡るが、このときに春日蔵老が詠んだ送別の和歌が『万葉集』に採録されている。元正朝の霊亀2年（716年）従五位下・主殿頭に叙任された。
聖武朝の神亀5年（728年）10月20日卒去。享年68。

### 美努岡万連墓誌

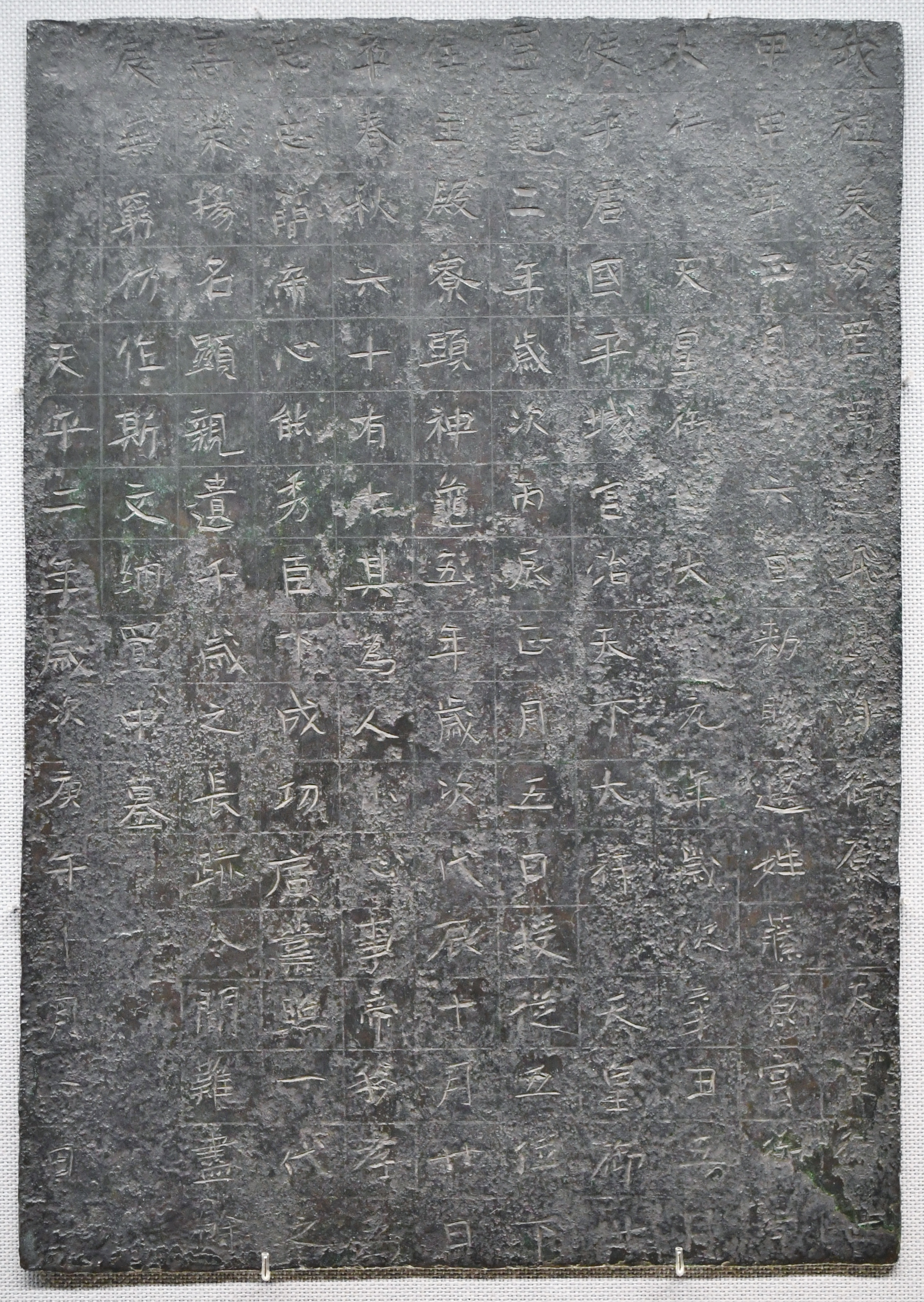
銅製美努岡万連墓誌、東京国立博物館所蔵（重要文化財）。

明治5年（1872年）、美努岡万（岡麻呂）の墓誌銘が大和国平群郡萩原村竜王（現在の奈良県生駒市青山台）の丘陵から同地の農民である忠平の手によって出土した。墓誌銘は鍛造された銅板（縦29.7cm×横20.9cm）の表面に1行17字詰で11行に亘って計176字の銘文が刻まれ、前半には経歴が、後半には『孝経』に基づいた文章で功績が記されている。縦横に刻された罫線や『孝経』に基づいた文章など中国的な様相がみられ、遣唐使として唐に派遣されたこととの関係を彷彿させる。日付は天平2年（730年）10月2日であり、没後2年たって埋葬されたものと想定される。
東京国立博物館所蔵で、1955年（昭和30年）6月22日に重要文化財に指定された。銘文は以下の通り。

## 官歴
注記のないものは『続日本紀』による。
- 天武天皇12年（683年） 日付不詳：県主姓から連姓に改姓[4]
- 時期不詳：従七位下。中宮小進[4]
- 大宝元年（701年） 日付不詳：遣唐使小商監[4]
- 時期不詳：正六位上
- 霊亀2年（716年）正月5日：従五位下。日付不詳：主殿頭[4]
- 神亀5年（728年） 10月20日：卒去[4]